# 天川そら
天川 そら（あまかわ そら、1998年10月10日 - ）は、日本のAV女優。フォーティーフォーマネジメント所属を経てアローズ所属。

## 略歴
2019年11月、エスワン専属女優としてAVデビュー。
2020年5月4日の公式ツイッターで、配信専門メーカーのFALENO専属となったことを報告。
2022年7月に開始された、AV出演被害防止・救済法改正を呼び掛ける署名運動「女優・男優・スタッフが働きやすい『AV新法』にしてください」共同発起人。
2021年8月発売作品以降はAV作品を撮影しておらず、タレント業、モデル業が主になっていたが、2022年8月に企画単体として復帰を宣言。9月より順次リリースが開始される。
2022年にはメタバースや暗号資産などの広報プロジェクト「Meta Girls」（メタガールズ）に広瀬なるみ、桜もこ、七瀬アリスとともに参加。2023年1月18日に初のリアルイベントを開催。
2023年5月のFANZAレンタルフロア月間AV女優ランキングで1位を記録。FANZA発表の2023年年間AV女優ランキングでは17位を記録。
2024年10月10日、事務所退所および起業をSNSにて報告。

## 人物
東京都出身。学生時代にはバレーボールに打ち込んだ。
趣味はショッピング・料理、特技は身体が柔らかい。
オナニーは中学生の時からで、性教育が始まったことをきっかけに好奇心から始めた。
高校生の時に初めての彼と初体験。最初の彼は1日に13回も出来るような絶倫で、それが基準になったことで次の彼と付き合った時には「ヨソで発散してほしい」と言われるほど求めていた。デビュー前の経験人数は2人。
AV女優になったきっかけは、可愛いAV女優への憧れとエッチが好きだったから。のちに、母親が宗教にのめり込み、学費、食費、土地を売却してまで注ぎ込む家庭に育ったため、救いを求めるように業界に飛び込んだとツイートしている。
俳優の渋江譲二は、ウエストが細いだけでなく、90度近くまで反り返るのが特徴。手足が長く、スパイダー騎乗位が絵になる女優と論評している。

## 出演作品

### アダルトDVD / BD

#### S1 NO.1 STYLE専属期間
- 新人NO.1 STYLE 天川そらAVデビュー（11月2日、SSNI-617 (DVD)、9SSNI-617 (BD)）
- 快感! AVアイドル天川そらの初・絶・頂!めちゃイキ初体験3本番スペシャル（11月30日、SSNI-642 (DVD)、9SSNI-642 (BD)）
- 交わる体液、濃密セックス 完全ノーカットスペシャル（12月28日、SSNI-670）

- 激イキ97回! 痙攣3200回! イキ潮2100cc! 長身完美ボディ エロス覚醒 はじめての大・痙・攣スペシャル（2月1日、SSNI-699）
- 常に大量ローション 常にぬるぬる黄金比ボディ風俗マンションへようこそ（3月5日、SSNI-726）
- 色気ムンムンな彼女のお姉さんがささやき淫語でこっそり誘惑してきて浮気セックスしちゃう最低な僕。（4月4日、SSNI-751）

#### FALENO star専属期間
配信特化型AVメーカーのため、配信開始日も記載しています。
- 緊急移籍 そらの集大成、見て下さい（6月3日配信、7月9日DVD発売、FSDSS-058）
- 天川そらは騎乗位博士（7月1日配信、8月13日DVD発売、FSDSS-074）
- 極上ボディむき出しぴちぴちコス（8月5日配信、9月10日DVD発売、FSDSS-091）
- 御百度イキ（9月3日・17日配信、10月8日DVD発売、FSDSS-105）
- 上司の奥さんが裸族でとても困る（10月8日・22日配信、11月12日DVD発売、FSDSS-125）
- パーフェクト美巨尻至近距離堪能し尽くしむっちり性交（11月2日・16日配信、12月10日DVD発売、FSDSS-134）

- ノーパン女上司と誘惑三昧出張相部屋（2020年12月1日・15日配信、2021年1月8日DVD発売、FSDSS-149）
- 我が家の新妻・そらのセックスは変態仕様（1月4日・18日配信、2月11日DVD発売、FSDSS-166）
- ウルトラテクニックマスター嬢のいるソープ（2月2日・16日配信、3月11日DVD発売、FSDSS-181）
- プリズンナンバー666 呪拘（3月2日・16日配信、4月8日DVD発売、FSDSS-199）
- えろボイスだくだくエクストリーム淫語エステサロン（4月2日配信、5月7日DVD発売、FSDSS-216）
- 我慢して我慢して我慢しきれなかった彼女の妹と僕の禁断SEXにのめり込んだ知られてはいけない2日間。（5月4日配信、6月10日DVD発売、FSDSS-236）
- 撮影前に勝手に禁欲勝手に媚薬自ら限界まで性欲を高めて臨む快感貪り性交（6月3日配信、7月8日DVD発売、FSDSS-251）
- 射精後もたっぷり搾り取られるM男専門メンズエステ（7月6日配信、8月12日DVD発売、FSDSS-267）
- ささやき上手な天川先生と内緒の校内禁断イクイクSEX（8月4日配信、9月9日DVD発売、FSDSS-282）
- 天川そら FALENO出演全作品 15タイトル収録コンプリートBEST12時間（11月30日配信、12月23日DVD発売、FCDSS-021）※単体ベスト

#### 企画単体女優期間
- 解禁 はじめての真正中出しSEX 天川そら（9月20日、HMN-247、本中）
- 俺をムショ送りにした君へ媚薬と堪りまくったザーメンを届けに行くね 美ボディOL復讐レイプドキュメント 天川そら（9月20日、JUFE-425、Fitch）
- 転勤で田舎に引っ越した僕は、下の階に住む奥さんに毎日誘惑されて何度も中出ししてしまった… 天川そら（10月4日、BF-674、BeFree）
- 痴女大学生と夢の中出しハロウィンパーティー ぷり尻&アナル丸出しコスでパコってくる肛門ヒクヒク美尻ビッチお姉さん 天川そら（10月18日、EBOD-948、E-BODY）
- クレーム対応NTR 取引先のセクハラ部長と妻の【閲覧注意】寝取られ話 天川そら（10月25日、JUQ-136、マドンナ）
- 色気ムンムン女上司に仕組まれた相部屋マラ喰い逆NTR 朝までムチ乳デカ尻中出しプレスで10発ヌカれたボク… 天川そら（11月1日、WAAA-222、ワンズファクトリー）
- 某高級ラウンジNo.1の超イイ女とハメたい シャンパンおろして高級ホテルに連れ込み生ハメ そら（12月6日、NNPJ-538、ナンパJAPAN）
- 巨乳人妻が働く美容室で他の客にバレないようにこっそり抜かれ続けたボク 天川そら（12月20日、MEYD-793、溜池ゴロー）

- 妹に内緒でセックスの練習してみよ? 彼氏にふられて傷心した彼女の巨乳お姉さんの誘惑に負けて童貞を簡単に奪われ、その後もこっそりお泊り浮気中出しに溺れてオカシクなった僕 天川そら（3月7日、MIAA-792、MOODYZ）
- 大嫌いな上司の乳首コネくりが気持ち良すぎて何度もエビ反りチクイキ失禁してしまったワタシ 天川そら（3月7日、WAAA-246、ワンズファクトリー）
- 毎晩セックスの声が大きいお隣さんは 夫の留守中、欲求不満で僕を誘惑。 汗だくになって一週間ヤリまくった。 天川そら（3月7日、ATID-549、アタッカーズ）
- 私、可愛い男の子たちを逆痴漢中出しで毎晩、毎晩、犯しています―。 ～イケナイ場所で夫には言えない歪んだ性癖を満たす痴女人妻～ 天川そら（3月14日、ACHJ-013、マドンナ/ACHIJO）
- ボクの彼女は清楚だと思っていたのに… 実は生粋ギャルビッチでヤリチンたちとボクの知らないド変態SEXしてたなんて 天川そら（3月21日、EBOD-966、E-BODY）
- 究極のフェラチオ!! 男性器をおクチ診療するバキューム吸引クリニック 天川そら（3月21日、JUFE-456、Fitch）
- 絶倫が過ぎるW女上司 チ○ポがトロけるほど気持ちイイハーレム中出しレクチャー スケベな誘惑でヤル気と性績アップ! 天川そら 本田もも（3月21日、MIAA-794、MOODYZ）
- 執拗にじゅぼじゅぼ! 粘着にぐちょぐちょ! おち○ぽ全体をねっと～りシャブり尽くす美人先生 天川そら（3月28日、DASS-131、ダスッ!）
- クズ男にすべてを捧げる変態おしゃぶりペット女【肉便器編】 天川そら（4月11日、RKI-633、ROOKIE）
- 気高き潜入捜査官 イってないってばぁ! 極悪男達に理性が吹き飛ぶほど乳首でイカされ続け中出しされて… 天川そら（4月18日、MIAA-765、MOODYZ）
- ねちょねちょ媚薬体液おじさん 催淫汁漬けにされ堕ちたスレンダー巨乳 天川そら（4月25日、DASS-132、ダスッ!）
- この先生と1000円でセックスができます (笑)  天川そら（5月2日、SAME-054、アタッカーズ）
- 女子陸上部員が1cmハメ空気椅子ケツ肉プルプルあわや合体の下半身強化合宿で膣奥打ち抜かれピストン騎乗位に溺れた2泊3日10発 天川そら（5月9日、DVAJ-615、アリスJAPAN）
- クンニがぐんぐん上手になるッ! 人気AV女優・天川そらと二人っきりの空間で大人のクンニ育成ルーム 上手に出来たらご褒美ナマ中出し（5月16日、MIAA-844、MOODYZ）
- 隣のゴミ部屋男に苦情を言ったら陰キャのくせに性欲モンスター化! 異臭の中で媚薬を盛られてキメセク監禁! 天川そら（5月16日、BLK-623、kira☆kira）
- 出張先で集中豪雨 嫌いな上司の前でまさか酔い潰れ… 突然の相部屋 夜が明けても唾液を濃厚に絡ませ汗だく中出し絶倫性交で貪り合ってました。 天川そら（5月23日、DASS-171、ダスッ!）
- 新人女子マネージャーが性欲MAX絶倫部員たちのパワーピストン輪姦合宿で肉便器化 13発中出し精子逆流アクメ 天川そら（6月6日、WAAA-271、ワンズファクトリー）
- 高学歴勝ち組エリートな同僚の神スタイル美人嫁を低学歴負け組社畜の俺達がイカ臭いW巨根でエビゾリ痙攣するまでイカせまくった全記録。 天川そら（6月13日、NKKD-285、JET映像）
- 上司の奥さんの腰ぐねギュイン騎乗位とささやき淫語で誘惑されて何度も精子搾られたボク（部下） 天川そら（6月20日、PRED-493、PREMIUM）
- 巨乳で巨尻な教え子のママ達の密着W杭打ち騎乗位 犯され続け耐えきれずに何度も中出ししてしまった教師の俺…。 弥生みづき 天川そら（6月20日、JUFE-477、Fitch）
- ピタコスW痴女 天川そら 弥生みづき（6月20日、KYMI-032、ミル）
- 憧れの担任女教師の不倫現場を見てしまった僕は 待ち伏せ出戻り脅迫中出ししてしまった 天川そら（6月27日、HMN-408、本中）
- 彼女のお姉さんに痴女られました…スタイル抜群で肉食全開な美人姉と彼女の留守中に何度もハメて腰使いがエグい騎乗位で骨抜きにされたボク。 天川そら（6月27日、EKDV-710、クリスタル映像）
- 献身フェラとおま○こ看護でひたすら吐精させる即尺即ズボ痴女ナース 極楽入院9発射精 & 男潮 天川そら（7月4日、MIAA-886、MOODYZ）
- 天川そらの凄テクを我慢できれば生★中出しSEX!（7月4日、WAAA-276、ワンズファクトリー）
- 夫不在の5日間、初夜まで禁欲を命じられた私は性豪義父に身も心も調教されてしまった―。 望まない政略結婚、義父の狙いはワタシでした…。 天川そら（7月11日、JUQ-323、マドンナ）
- 立場逆転 M性感で会った女王様はいつもセクハラしていた後輩部下!  鬼亀頭責め、悶絶するまで追撃男潮ビショビショ、会社でもイカされ射精させられ続けた俺… 天川そら（7月18日、MIAA-910、MOODYZ）
- 人妻出張マッサージ 自宅にマッサージ師を呼んだらやってきたのは昔クビにしたクズな部下。ものすごいマッサージでイカされ続けた私は…。 天川そら（7月18日、MEYD-829、溜池ゴロー）
- 隣に住む競泳水着インストラクターのお姉さんに痴女られて中出しをせがまれたボク 天川そら（8月1日、BF-690、BeFree）
- 浮気した俺を軽蔑した目で咎める妻の妹を「もう無理」と言うまでイカせ続けた。 天川そら（8月8日、JUQ-325、マドンナ）
- 【※精神崩壊※】変質者の自宅に監禁された美人OLが性処理道具として毎日複数チ○ポに犯され続けた結果… 天川そら（8月8日、GVH-569、グローリークエスト）
- 兄の彼女はNo.1メンエス嬢口止め手コキ誘惑に負け浮気中出しした最低な僕 天川そら（8月10日、MTALL-076、Materiall）
- スペンス乳腺開発クリニック 天川そら（8月15日、PPPE-144、OPPAI）
- 高飛車社長夫人に鉄槌を 天川そら（9月5日、SAME-073、アタッカーズ）
- きれいでセクシーなお姉さん2人 レズキス涎まみれのWレズ解禁 エロ過ぎて昇天確定スペシャル! しかもガチ親友 天川そら 広瀬なるみ（9月12日、BBAN-437、ビビアン）
- 彼女のお姉さんは巨乳と中出しOKで僕を誘惑 天川そら（9月19日、PPPE-149、OPPAI）
- えっ? こんな場所で!? 美ボディを露出する逆ナンパ痴女のM男くん狩り強制射精 天川そら（9月19日、JUFE-515、Fitch）
- 妻を愛しているのに… 結婚式までの半年間、美人ウエディングプランナーに誘惑されおかわり中出ししてしまったボク… 天川そら（9月19日、HMN-451、本中）
- 超高級中出し専門ソープ 天川そら（10月3日、MIAA-966、MOODYZ）
- 学生時代のセクハラ教師とデリヘルで偶然の再会―。その日から言いなり性処理ペットにさせられて…。 天川そら（10月10日、JUQ-400、マドンナ）
- 生徒の巨乳に理性を失った僕は放課後ラブホで何度も何度もそらと中出しセックスしてしまった 天川そら（10月17日、PPPE-164、OPPAI）
- 兄に浮気されて捨てられそうな義理姉と、旦那（兄）の不在中に代理に新婚生活楽しんでいます。 傷心中の義姉と疑似新婚子作り中出し生活 天川そら（10月17日、HMN-479、本中）
- 借金取りの娼婦に堕ちた僕の妻 天川そら（11月7日、ATID-577、アタッカーズ）
- チ〇ポこねくりシコビッ痴! 手コキナースの囁き淫語寸止めゴッドハンドが超ヤバい! 天川そら（11月7日、WAAA-315、ワンズファクトリー）
- 人妻の浮気心 天川そら（11月7日、SOAV-106、人妻援護会/エマニエル）
- 美脚CAの受難 連絡先をきいてきたけど、冷たくあしらったエコノミー客にデリヘルで働いていた過去の秘密を握られーSNSで集めた輪姦メンバーの見知らぬ男に犯され、また別の見知らぬ男に犯され、次々に生で中に出され続ける ―終わらない― わらしべ追姦中出し ～長身美脚に垂れ落ちる逆流精子16発～  天川そら（11月21日、HMN-497、本中）
- 痴漢の指マンにきわどい秘部を触られ過ぎて… 快楽に堕ちた憧れの美人女教師 天川そら（12月5日、MIAB-045、MOODYZ）
- 気遣いで控えめなスレンダー美人‘そら’ 怖いもの知らず元気印のむっちり巨乳‘すず’ 3年ぶりに再会した性格も見た目も真逆の美人姉妹（幼馴染）に同時に迫られ嫉妬、葛藤、憂鬱、劣等感… 感情ごちゃ混ぜで遠慮せず3人で貪り尽くした東京days 愛宝すず 天川そら（12月5日、CAWD-596、kawaii*）
- 「元気? 今日泊めてくんない?」 飲み会で終電を逃した元同級生のギャルから電話が来て一晩一緒に過ごす事に。朝日が昇っても更に中出ししまくった絶倫性交!（12月5日、BLK-636、kira☆kira）
- 町内キャンプNTR テントで何度も中出しされた妻の【閲覧注意】浮気映像 天川そら（12月26日、JUQ-479、マドンナ）

- 「シャワーだけ貸してあげよっか」 終電なくなり同僚女子社員の部屋に… 無防備すぎるおっぱいと生脚に興奮した僕はチラつく妻の存在が吹き飛ぶほど一晩中モウレツにハメ狂った… 天川そら（1月2日、CAWD-624、kawaii*）
- 女捜査官 無謀な執念 天川そら（1月2日、ATID-586、アタッカーズ）
- 会社飲みで終電逃してオンナ上司の家にお泊りしたら早漏なのがバレて金曜の夜から月曜の朝まで強制射精させられたボク 天川そら（1月2日、WAAA-330、ワンズファクトリー）
- 渋谷で逆ナンしてきたチャラマン 僕とは対照的なギャルのお姉さんに一日中ラブホに籠ってひたすら犯され何度も中出し（1月23日、BLK-637、kira☆kira）

### アダルトVR
- 初VR! 倒れていた隣家のクビレ巨乳お姉さんが風俗嬢! 看病のお礼に朝まで15のフルオプションお泊りコース恩返し 天川そら（11月21日、PPVR-040、OPPAI）
- 交通事故を起こした夫のために身代わり謝罪。 クレーマーのアナタにバックピストンされ続ける土下座妻VR 天川そら（12月8日、MEVR-008、溜池ゴロー）

- オタクに優しいギャル アイドル好きの女子大生風俗嬢 そら（5月4日、URVRSP-229、unfinished VR）
- デリバリーピンサロ完全再現 一度味わうとやめられないSSS級フェラ 男を堕落させるNo.1デリピン嬢 天川そら（5月4日、BIBIVR-104、KMPVR-bibi-）
- 目覚めたら知らない部屋。目の前には会社で人気の美人上司が… 酔った僕を見つめ誘惑し密着するそのカラダと瞳に僕は… 天川そら（5月16日、URVRSP-228、unfinished VR）
- 顔面特化アングルVR ～最高の愛人と汗だくで「無言で求め合う」欲望剥き出しSEX～ 天川そら（5月18日、VRKM-861、KMPVR）
- 1泊2日のピンサロ研修旅行 天川そら 八乃つばさ（5月25日、VRKM-913、KMPVR）
- ついにモテ期到来!? 僕のことが超、超、超、大好きな4人のヤリマン美女OLと発射無制限の温泉ハーレムイチャラブ1泊2日旅行!! 蘭々 さつき芽衣 八乃つばさ 天川そら（6月1日、VRKM-932、KMPVR）
- くねくねが止まらない圧巻の腰使い!! 美しさと激しさとかわいさに脳バグ必至!! とある日の午後… ボクは姉の友人にキスで心を奪われた 天川そら（6月24日、CRVR-303、CRYSTAL VR）
- 天井特化アングルVR ～美曲線BODYの搾精系彼女～ 天川そら（6月26日、VRKM-988、KMPVR）
- 私があなたのオナニーを手伝ってあげるよ（6月26日、VRKM-1012、KMPVR）
- ベロと舐めVR（7月19日、VRKM-1047、KMPVR）
- 私のお気に入りのパンティを見せてあげるから、オナニーしてね♡（8月15日、VRKM-1086、KMPVR）
- ノーモザフェラVR（8月26日、VRKM-1092、KMPVR)
- キス魔な女上司 天川そら（9月22日、HNVR-129、本中）

- 東京都高●馬●発全裸セラピスト 最初から最後まですっ裸 Gカップスリムボディで癒してくれる中出し裏エステサロン 天川そら（6月19日、HNVR-130、本中）

### アダルト配信
- そら（10月30日、SJAP-007、しろうとじゃっぷ）
- あーちゃん。（11月6日、HKGL-007、＃放課後ラブホ）
- そら（11月19日、YASB-005、YOASOBIちゃん）

- そら（5月4日、ORE-913、俺の素人）
- 【クールな見た目?】【スレンダーボディ?】と見せかけて実は超アタフタ系! Fカップ巨乳のグラマラス! ギャップで男を骨抜きちゃん! ネットでAV応募→AV体験撮影 1977 そら 23歳 広告代理店（5月9日、SIRO-5032、シロウトTV）
- 【100%沼らせる小悪魔美ッ痴なグラインドの鬼才】「大丈夫! 気持ちは浮気してないから♪」巨乳と甘言で骨抜き脳乱!? モデル級のあざカワ元同級生に唆され彼女に内緒の浮気中出しNight! 人間離れの腰捌きが激エグい!! 絶頂でくっきり浮き立つ骨々… 美体をくの字にエビ反り限界突破! 顔・ノリ・体ALL最強なこの女に死角ナシ!! 全身でバキュームフェラ! 圧巻の大回転騎乗位! 相性最高の愛しい男に抱かれ「すきっ! すきっ! だいちゃんすきっ!」の連続求愛コール! 激しく絡み愛まぐわう!!【あまちゅあハメREC＃みさき＃アパレル店員】（5月23日、MFCS-069、MOON FORCE）
- 百戦錬磨のナンパ師のヤリ部屋で、連れ込みSEX隠し撮り 292 そら 24歳 ヤリモクでアプリを使う女  付き合う前に体の相性確かめたい派の美人ちゃん! 細くて脚長くて誰が見てもモデル級の上玉! 騎乗位の腰使いがやばすぎてイかされそうになるのを必死に堪えて… お眼鏡に叶うようコチラも渾身のピストンでお返し!!（6月2日、GANA-2824、ナンパTV）
- てんちゃん（6月3日、ERK-040、素人ホイホイ）
- 【新宿】みお【メンエス】（6月6日、DAM-025、ダマちゃん。）
- そら（6月12日、HHSI-048、えちえち素人）
- ソラ（6月17日、HPT-007、素人ホイホイ）
- 【強●イラマよだれダラダラ】不倫して女性用風俗にも通い詰める性悪性豪女にリベンジ! タイツを破って美乳美尻を揉みしだき、好き放題しゃぶりつき!! 執拗手マンに我慢できず潮吹き! 男2人掛かりで本気イラマ! 無遠慮ピストンで中出しキメたら失神しちゃったw それでも気にせず2回戦突入www 【洗い流したら風呂場に雑放置】【リベンジポルノ2.0】【不倫 & 風俗通い女 そら】（6月25日、MAAN-882、街角シロウトナンパ）
- 【職業：可愛い】男を虜にする天才を彼女としてレンタル! 口説き落として本来禁止のエロ行為までヤリまくった一部始終を完全REC!! あざと可愛いプロ彼女はBODYも最高! Fカップ美巨乳&ウエスト56cm & 突きたくなるデカ美尻!! 最強のグラドル級スタイルで全ての男を狂わせる!! 抜ける正常位、今期No.1!!!【レンタル彼女】 そらちゃん 25歳（8月6日、MIUM-953、プレステージプレミアム）
- ひかり（9月1日、SGK-128、ギャルすたグラム）

### イメージDVD / BD
- そらのおとしもの 天川そら（2021年3月20日、SPRL-025(DVD)、SPRBD-025(BD)、Superlative）
- Sora 南洋のミルキーウェイ 天川そら（2024年2月22日、REBD-817(DVD)、REBDB-802(BD)、REbecca）

## 書籍

### 写真集
- 天川そら1st写真集 Wonderful（2020年3月26日、ジーウォーク、撮影：安田一福）ISBN 978-4-86717-012-0 [16]
- NATURAL 天川そら写真集（2024年4月26日、竹書房、撮影：富田恭透）ISBN 978-4-8019-3805-2 [17]

### デジタル写真集
2020年
- FLOWER 天川そら vol.01（6月19日、ジーウォーク、撮影：安田一福）
- 週刊ポストデジタル写真集 ファレノALLSTARS HEAVEN（8月3日、小学館、撮影：小林修士）※AVメーカー『FALENO』専属女優7名によるデジタル写真集[18]。
- FLOWER 天川そら vol.02（8月21日、ジーウォーク、撮影：安田一福）

2023年
- Heaven【グラビア写真集】天川そら（6月16日、プレステージ出版、撮影：渡辺凌）
- Heaven【ヌード写真集】天川そら（6月16日、プレステージ出版、撮影：渡辺凌）
- River【グラビア写真集】天川そら（6月16日、プレステージ出版、撮影：渡辺凌）
- River【ヌード写真集】天川そら（6月16日、プレステージ出版、撮影：渡辺凌）

### 雑誌
- 週刊大衆 2019年11月4日号（双葉社） - グラビア「21歳の「初脱ぎ」ヘアヌード」
- 週刊アサヒ芸能 2019年11月14日号（徳間書店） - グラビア「乳を見上げて」
- 月刊FANZA 2020年2月号（ジーオーティー） - インタビュー
- 週刊ポスト 2020年8月14・21日号（小学館） - グラビア「ファレノALLSTARSの天国」（共演:有坂真宵、二階堂夢、橋本ありな、美乃すずめ、吉高寧々）

## 製品

### アダルトグッズ
オナホール
- AVミニ名器 天川そら（2023年8月5日、日暮里ギフト）
- こんなチョ～エロいヤリマン 美人CAとやってみたい! 天川そら（2023年8月5日、日暮里ギフト）

ローション
- 天川そらのAV名器汁ローション 80ml（2023年8月5日、日暮里ギフト）
- こんなチョ～エロいヤリマン 美人CAの愛液ローション 天川そら 80ml（2023年8月5日、日暮里ギフト）

## 出演

### ネット配信
- 聖ファレノ女学院（2020年8月21日 ‐ 2021年8月、FALENO公式YouTubeチャンネル）